# 우라노 마츠호
우라노 마츠호(일본어: 浦野 まつほ うらの まつほ[*], 1910년 - 1935년 11월 29일)는 쇼와 초기의 다카라즈카 가극단 여역 스타이다.
다카라즈카 가극단 14기생 (1924년 입학. 당시에는 가극단과 음악학교가 한몸이었어서, 입학 = 입단이었음)이다. 에히메현 마츠야마시 출신이다. 본명은 마츠우라 요시코(松浦芳子)이다. 후에, 서양화가 키시다 류세이의 친동생이자 일본 첫 레뷰를 만든 키시다 타츠야와 결혼하였다.
1935년 (쇼와 10년) 11월, 당시 앓고 있던 복막염으로 만 25세 (26세)의 나이로 사망했다.

## 주요 출연작
- 레뷰 「몽 파리(モン・パリ)」 (1928년)：초연 1927년
- 가극 「유딧트(ユーディット)」 (1928년)
- 레뷰 「뉴욕행진곡(紐育行進曲)」 (1929년)
- 레뷰 「신데렐레(シンデレラ)」 (1929년)：주연
- 가극 「샹쿤타라 히메(シャンクンタラ姫)」 (1930년)：주연